# يلينا جروبيشيتش
يلينا جروبيشيتش (بالكرواتية: Jelena Grubišić)‏ مواليد 1987 في زغرب، جمهورية كرواتيا الاشتراكية، هي لاعبة كرة يد كرواتية تلعب كحارس مرمى. مثلت منتخب كرواتيا لكرة اليد للسيدات. شاركت في دورة الألعاب الأولمبية الصيفية سنة 2012.

## سجل المنافسة
شاركت في البطولات التالية:
- الألعاب الأولمبية الصيفية 2012
- بطولة العالم لكرة اليد للسيدات 2011

## روابط خارجية
- يلينا جروبيشيتش على موقع الاتحاد الأوروبي لكرة اليد (الإنجليزية)
- يلينا جروبيشيتش على موقع أوليمبيديا (الإنجليزية)